# Битка код Берзита
Битка код Берзита вођена је октобра 774. године у области Берзита, Македонија између Византијског царства са једне и Првог бугарског царства са друге стране. Битка је део Византијско-бугарских ратова, а завршена је победом Византије.

## Битка
Након неуспешног похода на Византију раније те године, бугарски кан Телерик одлучује да зада ударац Царству. Послао је малу армију, од 12.000 људи, на југозапад према Берзиту како би пресрела Константинову војску. Сазнавши преко шпијуна да му се војска приближава, Константин јој је поставио заседу и у близини Берзета уништио бугарску војску са много већим снагама (око 80.000 војника). Телерик је касније на превару сазнао имена византијских шпијуна и дао их је побити све до једног.